# Siphonaria sparrowii
Siphonaria sparrowii är en svampart som beskrevs av Karling 1945. Siphonaria sparrowii ingår i släktet Siphonaria och familjen Chytridiaceae.   Inga underarter finns listade i Catalogue of Life.